# Márió Németh
Márió Németh (sinh ngày 1 tháng 5 năm 1995 ở Sárvár) là một cầu thủ bóng đá Hungary hiện tại thi đấu cho Szombathelyi Haladás. Anh cũng là một phần của U-19 Hungary tại Giải vô địch bóng đá U-19 châu Âu 2014 và U-20 tại Giải vô địch bóng đá U-20 thế giới 2015.

## Thống kê câu lạc bộ
| Câu lạc bộ          | Mùa giải | Giải vô địch | Giải vô địch | Cúp     | Cúp       | Cúp Liên đoàn | Cúp Liên đoàn | Châu Âu | Châu Âu   | Tổng    | Tổng      |
| Câu lạc bộ          | Mùa giải | Số trận      | Bàn thắng    | Số trận | Bàn thắng | Số trận       | Bàn thắng     | Số trận | Bàn thắng | Số trận | Bàn thắng |
| ------------------- | -------- | ------------ | ------------ | ------- | --------- | ------------- | ------------- | ------- | --------- | ------- | --------- |
| Haladás             |          |              |              |         |           |               |               |         |           |         |           |
| 2012–13             | 6        | 0            | 0            | 0       | 3         | 0             | 0             | 0       | 9         | 0       |           |
| 2013–14             | 25       | 2            | 2            | 0       | 3         | 1             | 0             | 0       | 30        | 3       |           |
| 2014–15             | 5        | 0            | 3            | 2       | 3         | 0             | 0             | 0       | 11        | 2       |           |
| Tổng                | 36       | 2            | 5            | 2       | 9         | 1             | 0             | 0       | 50        | 5       |           |
| Tổng cộng sự nghiệp |          | 36           | 2            | 5       | 2         | 9             | 1             | 0       | 0         | 50      | 5         |

Cập nhật theo các trận đấu đã diễn ra tính đến ngày 7 tháng 10 năm 2014.